# Eau de fond de l'Antarctique

L'AABW se forme dans l'océan Austral à partir du refroidissement des eaux de surface dans les polynies.

L'eau de fond de l'Antarctique (AABW pour Antarctic bottom water), eau Antarctique de fond, ou eau antarctique profonde (EAP) est une masse d'eau dans l'océan Austral entourant l'Antarctique ayant une température allant de −0,8 à 2 °C et une salinité de 34,6 à 34,7 psu. Cette masse d'eau, la plus dense des océans, occupe les profondeurs en-dessous de 4 000 m de tous les bassins océaniques relié à l'océan Austral à ce niveau dans le mouvement général de la circulation méridienne de retournement.
Le fait le plus marquant de l'eau de fond de l'Antarctique est qu'il s'agit de l'eau de fond la plus froide, ce qui lui confère une influence significative sur la circulation dans les océans du monde. Ces eaux de fond ont également une teneur élevée en oxygène par rapport aux autres eaux profondes des océans, car elles ne subissent que peu l'oxydation des matières organiques en décomposition du reste des océans profonds. L'eau de fond de l'Antarctique a donc été considérée comme la ventilation de l'océan profond.

## Formation et circulation
L'eau de fond de l'Antarctique provient en partie de l'immersion jusqu'au fond des eaux océaniques de surface.
L'AABW se forme dans les mers de Weddell et de Ross, au large de la terre Adélie et près du cap Darnley en raison du refroidissement des eaux de surface dans les polynies et sous la banquise. Le vent catabatique froid, soufflant du continent antarctique, est un phénomène caractéristique à l'origine des eaux de fond de l'Antarctique. En effet, il provoque la formation des polynies qui ouvrent la surface de l'eau à plus de vent. Celui-ci souffle plus fort pendant les mois de l'hiver antarctique et, par conséquent, la formation de l'AABW y est plus active pendant cette période. Parallèlement, la concentration en sel de l'eau de surface augmente car la glace en formation s'en sépare. Conséquemment la densité de l'eau s'accroît et celle-ci coule le long de la marge continentale antarctique et repart vers le nord en suivant le fond. Cette eau est la plus dense de l'océan libre et alimente d'autres courants d'eaux de fond et intermédiaires situés dans la majeure partie de l'hémisphère sud. L'eau de fond la plus dense de l'Antarctique se forme dans la mer de Weddell.
Les études indiquent que la production d'eau de fond de l'Antarctique à travers l'Holocène (derniers 10 000 ans) ne s'est pas déroulé de façon stable. En effet, les sites propices à l'apparition des eaux profondes antarctiques, impliquant le phénomène des polynies, se déplacent le long de la marge antarctique sur des échelles de temps décennale à séculaire. À titre d'exemple, le vêlage du glacier Mertz des 12 et 13 février 2010, a radicalement modifié l'environnement de production d'eau de fond, réduisant les exportations jusqu'à 23 % de la zone de la Terre Adélie. Les conclusions des études du carottage de sédiments, contenant des couches de sédiments croisés indiquant des phases de courants de fond plus forts, recueillies sur le plateau MacRobertson et la Terre Adélie suggèrent que ces lieux se sont à nouveau « activés » et « désactivés » en tant que sites importants de production d'eau de fond au cours des derniers milliers d'années.

Écoulement des eaux de fond de l'Antarctique dans l'Atlantique équatorial

### Océan Atlantique
Le canal de Vema, tranchée profonde dans le massif sous-marin dit Élévation du Rio Grande, dans l'Atlantique Sud à 31°18′S 39°24′W / 31.3°S 39.4°W, est un conduit important pour l'eau de fond de l'Antarctique et l'eau de fond de la mer de Weddell cheminant vers le nord. En atteignant l'équateur, environ un tiers des eaux de fond de l'Antarctique s'écoulant vers le nord, déferle dans le bassin des Guyanes, principalement par la moitié sud du canal équatorial à 35° W. L'autre partie continue et une partie de celle-ci emprunte la fosse Romanche dans l'Atlantique Est.
Dans le bassin des Guyanes, à l'ouest de 40° W, la topographie en pente et le fort courant profond des bordures ouest qui coule vers l'est gênerait l'écoulement vers l'ouest des eaux profonde antarctique : elles tournent donc vers le nord sur le versant est du massif sous-marin du Ceará. À 44° W, au nord de ce massif, les eaux de fond de l'Antarctique s'écoulent vers l'ouest à l'intérieur du bassin. Une grande partie de l'eau de fond de l'Antarctique pénètre dans l'Atlantique Est par la zone de fracture de Vema.

Itinéraires des eaux de fond de l'Antarctique

### Océan Indien
Les eaux du fond de l'Antarctique se déplacent vers l'équateur par la fosse Crozet-Kerguelen dans l'océan Indien. Le débit de ce mouvement vers le nord s'élève à 2,5 Sv. Il faut 23 ans aux eaux de fond de l'Antarctique pour atteindre la tranchée Crozet-Kerguelen. Au sud de l'Afrique, les eaux de fond de l'Antarctique s'écoulent vers le nord par le bassin d'Agulhas, puis vers l'est à travers le passage d'Agulhas et sur les marges sud du plateau d'où elles sont transportées vers le bassin du Mozambique.

## Changement climatique
Le changement climatique et la fonte subséquente de l'Inlandis de l'Antarctique ont ralenti le phénomène de formation des eaux profondes froides, et ce ralentissement devrait se poursuivre. Un arrêt complet de la formation de l'AABW est possible dès 2050. Cet arrêt aurait des effets dramatiques sur la circulation océanique et les conditions météorologiques mondiales.